# Wydział Wychowania Fizycznego i Fizjoterapii Politechniki Opolskiej
Wydział Wychowania Fizycznego i Fizjoterapii Politechniki Opolskiej – jeden z sześciu wydziałów Politechniki Opolskiej, powstały w 1998 roku w wyniku przekształcenia dotychczasowego Międzywydziałowego Instytutu Wychowania Fizycznego i Fizjoterapii w samodzielny wydział. Kształci studentów na trzech podstawowych kierunkach, na studiach stacjonarnych oraz niestacjonarnych.
Wydział Wychowania Fizycznego i Fizjoterapii jest jednostką interdyscyplinarną. W jego ramach znajduje się 5 katedr i biblioteka wydziałowa. Wydział ma prawo do nadawania wyłącznie tytułów zawodowych: licencjata i magistra. Jako jedyny wydział opolskiej politechniki nie posiada prawa do prowadzenia studiów doktoranckich. W związku z tym od lat 10. XXI wieku są prowadzone intensywne działania zmierzające do uzyskania przez wydział prawa do nadawania stopni naukowych doktora.

## Historia
Genezy dzisiejszego wydziału należy doszukiwać się w powołanym w 1966 roku Studium Wychowania Fizycznego i Sportu przy nowo powstałej wówczas Wyższej Szkole Inżynierskiej w Opolu. W 1995 roku Senat tej uczelni, noszącej od 1996 roku nazwę Politechniki Opolskiej utworzył kierunek studiów licencjackich – wychowanie fizyczne na Wydziale Elektrotechniki i Automatyki.
1 listopada 1995 roku Studium zostało przekształcone w Instytut Wychowania Fizycznego i Rehabilitacji. Tym samym opolska WSI stała się drugą w kraju uczelnią techniczną po WSI w Radomiu, która rozpoczęła kształcenie nauczycieli wychowania fizycznego na poziomie akademickim. W 1997 roku instytut otrzymał zezwolenie na prowadzenie studiów magisterskich z wychowania fizycznego (od roku akademickiego 1998/1999). W tym samym roku zmieniono mu nazwę na Instytut Wychowania Fizycznego i Rehabilitacji.
14 sierpnia 1998 roku dotychczasowy instytut  został przekształcony w Wydział Wychowania Fizycznego i Fizjoterapii, stając się piątym wydziałem na uczelni. Rok później uruchomiono na nim nowy kierunek studiów – fizjoterapię, a w 2001 roku – turystykę i rekreację.
Od 2001 roku prowadzono rozmowy polegające na przejęciu od miasta terenów po dawnej jednostce wojskowej przy ulicy Pruszkowskiej 76, w której miano ulokować II Kampus Politechniki Opolskiej z Wydziałem Wychowania Fizycznego i Fizjoterapii, co uwieńczone zostało 11 lipca 2003 roku. Przeprowadzka z dotychczasowej siedziby przy ul. Działkowej 4 na ul. Prószkowską nastąpiła w 2005 roku.

## Władze (2020-2024)
- Dziekan: dr hab. Dawid Bączkowicz
- Prodziekan ds. współpracy i rozwoju:  dr Dariusz Nawarecki
- Prodziekan ds. dydaktyki: dr Edyta Majorczyk

## Poczet dziekanów
Instytutu Wychowania Fizycznego i Rehabilitacji
- 1995-1998: dr hab. Józef Wojnar, prof. PO – historyk, fizjolog sportu

Wydział Wychowania Fizycznego i Fizjoterapii
- 1998-2005: dr hab. Józef Wojnar, prof. PO – historyk, fizjolog sportu
- 2005-2008: dr hab. Stanisław Zagórny, prof. PO – socjolog (struktury społeczne)
- 2008-2012: dr hab. Jan Szczegielniak, prof. PO – fizjoterapeuta
- 2012-2020: dr hab. Zbigniew Borysiuk, prof. PO – nauki o kulturze fizycznej (teoria treningu sportowego)
- od 2020: dr hab. Dawid Bączkowicz - fizjoterapeuta

## Kierunki kształcenia
Wydział Wychowania Fizycznego i Fizjoterapii Politechniki Opolskiej prowadzi następujące kierunki i specjalności studiów pierwszego stopnia, trwające 3 lata i kończące się uzyskaniem tytułu zawodowego licencjata:
- fizjoterapia
- turystyka i rekreacja
  - hotelarstwo i gastronomia
  - trener zdrowego trybu życia
- wychowanie fizyczne
  - nauczycielsko-instruktorska, ze specjalnością sportową do wyboru: piłka nożna, piłka ręczna, piłka siatkowa, koszykówka, lekkoatletyka, pływanie, edukacja zdrowotna, żeglarstwo.

Absolwenci studiów pierwszego stopnia mogą kontynuować dalsze kształcenie w ramach studiów drugiego stopnia (magisterskich uzupełniających), które trwają 2 lata i kończą się uzyskaniem tytułu zawodowego magistra. Do wyboru są następujące kierunki i specjalności:
- fizjoterapia
- turystyka i rekreacja
  - odnowa biologiczna z elementami dietetyki
  - trening zdrowotny osób dorosłych i starszych (specjalność tylko dla studiów dziennych)
  - turystyka kulturowa (specjalność tylko dla studiów dziennych)
  - zarządzanie w turystyce i rekreacji
- wychowanie fizyczne
  - nauczycielsko-instruktorska (specjalizacja sportowa do wyboru: piłka nożna, piłka ręczna, piłka siatkowa, koszykówka, lekkoatletyka, pływanie)
  - nauczycielsko-trenerska (specjalizacja sportowa do wyboru: piłka nożna, piłka ręczna, piłka siatkowa, koszykówka, lekkoatletyka, pływanie, trener personalny, trener przygotowania motorycznego)

Wydział Wychowania Fizycznego i Fizjoterapii Politechniki Opolskiej  prowadzi także jednolite studia magisterskie na kierunku fizjoterapia, trwające 5 lat i kończące się uzyskaniem tytułu magistra.
Ponadto w roku akademickim 2020/2021 Wydział oferuje następujące studia podyplomowe:
- diagnostyka sportowa
- gimnastyka korekcyjno-kompensacyjna z elementami sensomotoryki
- neurorehabilitacja w edukacji i terapii z terapią sensoryczną

## Struktura
Wydział Wychowania Fizycznego i Fizjoterapii od 2005 do 2020 roku składał się z biblioteki wydziałowej oraz 3 instytutów:
- Instytut Wychowania Fizycznego
- Instytut Fizjoterapii
- Instytut Turystyki i Rekreacji

W wyniku zmian w strukturze organizacyjnej Politechniki Opolskiej jednostki te zostały zlikwidowane, a w ich miejsce utworzono bibliotekę wydziałową oraz 5 katedr.
- Katedra Wychowania Fizycznego i Sportu

Kierownik: prof. dr hab. Janusz Iskra
- Katedra Antropomotoryki i Biomechaniki

Kierownik: dr hab. Zbigniew Borysiuk, prof. PO
- Katedra Turystyki i Rekreacji

Kierownik: dr hab. Aleksander Stuła, prof. PO
- Katedra Fizjoterapii

Kierownik: dr hab. Jan Szczegielniak, prof. PO
- Katedra Biomedycznych Podstaw Fizjoterapii

Kierownik: dr hab. Mariusz Migała, prof. PO
Według stanu na rok akademicki 2020/2021 na Wydziale zatrudnionych jest 60 pracowników naukowo-dydaktycznych, w tym: 3 na stanowisku profesora, 13 profesorów uczelni z tytułem naukowym doktora habilitowanego, 39 adiunktów z tytułem naukowym doktora oraz 5 asystentów z tytułem zawodowym magistra.